# Listă de guvernatori ai statului Arizona, Statele Unite ale Americii
Această pagină este o listă a guvernatorilor statului Arizona.

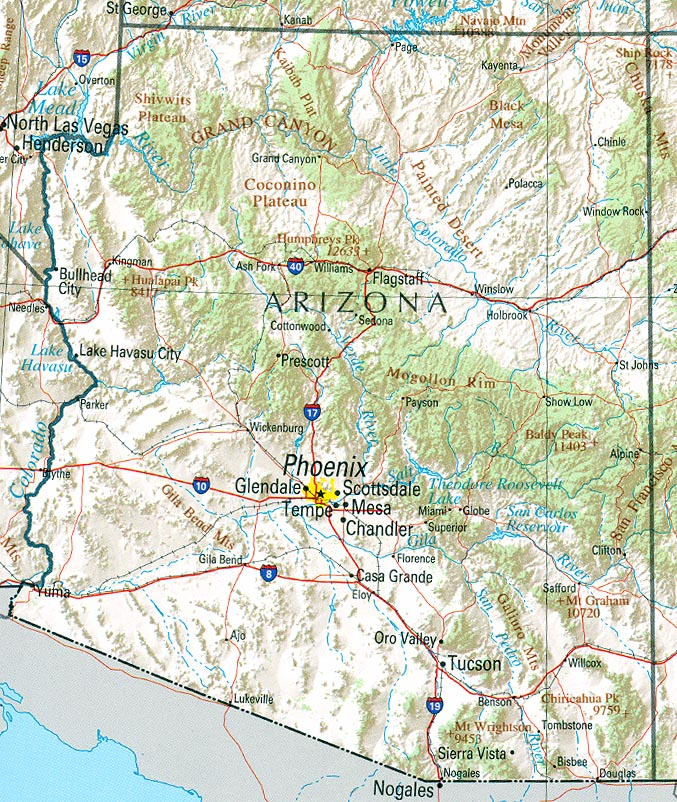
Harta statului Arizona.

| Număr de ordine | Nume                        | Partid politic | Termen / Mandat |
| 1               | George W.P. Hunt            | Democrat       | 1912 - 1917     |
| 2               | Thomas Edward Campbell      | Republican     | 1917 - 1917     |
| 3               | George W.P. Hunt            | Democrat       | 1917 - 1919     |
| 4               | Thomas Edward Campbell      | Republican     | 1919 - 1923     |
| 5               | George W.P. Hunt            | Democrat       | 1923 - 1929     |
| 6               | John Calhoun Phillips       | Republican     | 1929 - 1931     |
| 7               | George W.P. Hunt            | Democrat       | 1931 - 1933     |
| 8               | Benjamin Baker Moeur        | Democrat       | 1933 - 1937     |
| 9               | Rawghlie Clement Stanford   | Democrat       | 1937 - 1939     |
| 10              | Robert Taylor Jones         | Democrat       | 1939 - 1941     |
| 11              | Sidney Preston Osborn       | Democrat       | 1941 - 1948     |
| 12              | Dan Edward Garvey           | Democrat       | 1948 - 1951     |
| 13              | John Howard Pyle            | Republican     | 1951 - 1955     |
| 14              | Ernest W. McFarland         | Democrat       | 1955 - 1959     |
| 15              | Paul Jones Fannin           | Republican     | 1959 - 1965     |
| 16              | Samuel Pearson Goddard, Jr. | Democrat       | 1965 - 1967     |
| 17              | Jack Richard Williams       | Republican     | 1967 - 1975     |
| 18              | Raul Hector Castro          | Democrat       | 1975 - 1977     |
| 19              | Wesley Bolin                | Democrat       | 1977 - 1978     |
| 20              | Bruce Babbitt               | Democrat       | 1978 - 1987     |
| 21              | Evan Mecham                 | Republican     | 1987 - 1988     |
| 22              | Rose Perica Mofford         | Democrat       | 1988 - 1991     |
| 23              | Fife Symington              | Republican     | 1991 - 1997     |
| 24              | Jane Dee Hull               | Republican     | 1997 - 2003     |
| 25              | Janet Napolitano            | Democrat       | 2003 - 2009     |
| 26              | Jan Brewer                  | Republican     | 2009 - 2015     |
| 27              | Doug Ducey                  | Republican     | 2015 - prezent  |